# Alonso Núñez de Haro y Peralta
Pour les articles homonymes, voir Núñez.
Alonso Núñez de Haro y Peralta (31 octobre 1729 à Villagarcía en Espagne—26 mai 1800 à Mexico) fut Archevêque de Mexico du 12 septembre 1772 au 26 mai 1800 et Vice-roi de Nouvelle-Espagne du 8 mai 1787 au 16 août 1787.

## Origines et éducation
Núñez de Haro est né dans le diocèse de Cuenca en Espagne, probablement le 31 octobre 1729, certaines sources indiquent la date du 1er novembre. Il commence ses études à l'Université de Tolède et obtient un doctorat à l'Université de Bologne. Il est ensuite professeur à l'Université d'Ávila. Il est également chanoine à Ségovie et Tolède. Studieux et intelligent, il apprend le latin, le grec, l'hébreu, le français et l'italien.
En 1771, il est nommé archevêque de Mexico.

## Archevêque de Mexico
En tant qu'archevêque, il fait du Collège de Tepotzotlán, le Seminario de Instrucción, Retiro Voluntario y Corrección, une sorte de prison pour ecclésiastiques. Il poursuit les travaux de la chapelle de Pocito à Guadalupe et de la cathédrale de Mexico. Il installe un couvent de Capucins. Il enrichit la bibliothèque de l'archidiocèse par de nombreux ouvrages et offre des bourses et des prix aux étudiants méritants du séminaire.
En 1770, l'archevêque Núñez de Haro convertit un séminaire et résidence Jésuite en l'hôpital San Andrés. Cet établissement est fondé sur le modèle de l'Hôpital Général de Madrid et traitera toutes les maladies. En 1788, il ajoute à ses compétences l'hôpital Amor de Dios, dédié au traitement de la syphilis. L'hôpital San Andrés restera de la responsabilité de l'archidiocèse quand bien même il recevra un soutien financier officiel considérable. Il a alors une capacité de 1 000 lits et comprend la plus grande pharmacie de toute la Nouvelle-Espagne, un magasin de chandelles, un laboratoire et un département de dissection et d'examens post mortem. Ces revenus proviennent de vingt-deux propriétés urbaines, une part de la dîme et le monopole sur le jeu de pelota.

## Vice-roi de Nouvelle-Espagne
Le Vice-roi de Nouvelle-Espagne, Bernardo de Gálvez meurt le 30 novembre 1786. Le 8 mai 1787 Núñez de Haro est nommé Vice-roi par intérim. Il assume cette fonction durant trois mois avant de remettre le gouvernement au nouveau Vice-roi Manuel Antonio Flores le 16 août 1787.
Durant son mandat, il conforte l'établissement des intendencias, selon les propositions du visitador José de Gálvez. (Il s'agissait des administrations provinciales de la colonie placées sous le contrôle du Vice-roi). Il crée un jardin botanique qui est approvisionné par des plantes provenant de toute la colonie. Le naturaliste Martín Sessé y Lacasta en est nommé directeur.
Il tente de venir en aide aux indigènes en abolissant les corvées mais ses ordres ne sont pas suivis d'effets. Il propose des réformes des tribunaux pour indiens. Il fait envoyer de fortes sommes à La Havane afin d'acheter des esclaves aux Britanniques et aux Hollandais.
Après son mandat de Vice-roi, Núñez de Haro reprend son poste d'archevêque de Mexico jusqu'à la fin de sa vie. En 1792, le Roi Charles IV le décore de la Grand' Croix de Carlos III. Jusqu'à sa mort en 1800, il recevra les traitements et honneurs dus au Vice-roi de Nouvelle-Espagne.